# 1900 у літературі

## Нові книжки
- «Чарівник Країни Оз» —  казкова повість Лімана-Френка Баума.
- «Лорд Джім» — роман Джозефа Конрада.
- «Сестра Керрі» — роман Теодора Драйзера.
- «Троє на бумелі» — гумористична повість Джерома Клапки Джерома.
- «Щоденник покоївки» — роман Октава Мірбо.
- «Любов і містер Льюїшем» — роман Герберта Веллса.
- «Аравія: Колиска ісламу» — книга Семюела Цвемера[1].

## Народились
- 4 лютого —  Жак Превер, французький поет (помер у 1977).
- 13 березня —  Йоргос Сеферіс, один з найвидатніших поетів новогрецької літератури, лауреат Нобелівської премії з літератури 1963 року (помер у 1971).
- 24 травня —  Едуардо Де Філіппо, італійський драматург, актор, режисер (помер у 1984).
- 25 червня (8 липня) — Юрій Смолич, український письменник (помер у 1976).
- 4 липня —  Робер Деснос, французький поет (помер у 1945).
- 29 червня —  Антуан де Сент-Екзюпері, письменник (помер у 1944).
- 18 липня — Наталі Саррот, французька письменниця російського походження (померла у 1999).
- 24 липня — Зельда Фіцджеральд, американська письменниця, дружина та муза Френсіса Скотта Фіцджеральда (померла у 1948).
- 3 жовтня — Томас Вулф, американський письменник (помер у 1938).
- 8 листопада — Маргарет Мітчелл, американська письменниця (померла у 1949).

## Померли
- 29 січня — Джон Раскін,  англійський письменник, теоретик мистецтва, літературний критик і поет (народився в 1819).
- 27 квітня — Францішек Богушевич, білоруський поет (народився в 1840).
- 28 травня — Джордж Гроув, англійський музичний письменник (народився в 1820).
- 5 червня — Стівен Крейн, американський поет, прозаїк, публіцист (народився в 1871).
- 13 серпня — Володимир Соловйов, російський філософ, богослов, поет, публіцист, літературний критик (народився в 1853).
- 25 серпня — Фрідріх Ніцше, німецький філософ (народився в 1844).
- 30 листопада — Оскар Уайльд — англо-ірландський поет, драматург, письменник (народився в 1854).